# Liste des médaillés aux Jeux olympiques d'hiver de 1998
Cet article liste les athlètes ayant remporté une médaille aux Jeux olympiques d'hiver de 1998 à Nagano au Japon du 7 au 22 février 1998.

## Biathlon
| Épreuves                             | Or                                                           | Argent                                                                     | Bronze                                                                                    |
| ------------------------------------ | ------------------------------------------------------------ | -------------------------------------------------------------------------- | ----------------------------------------------------------------------------------------- |
| Hommes                               |                                                              |                                                                            |                                                                                           |
| 10 km sprint résultats détaillés     | Ole Einar Bjørndalen (NOR)                                   | Frode Andresen (NOR)                                                       | Ville Räikkönen (FIN)                                                                     |
| 20 km individuel résultats détaillés | Halvard Hanevold (NOR)                                       | Pieralberto Carrara (ITA)                                                  | Alexei Aidarov (BLR)                                                                      |
| relais 4×7,5 km résultats détaillés  | Allemagne Sven Fischer Ricco Groß Frank Luck Peter Sendel    | Norvège Dag Bjørndalen Ole Einar Bjørndalen Egil Gjelland Halvard Hanevold | Russie Vladimir Dratchev Viktor Maigurov Pavel Muslimov Sergei Tarasov                    |
| Femmes                               |                                                              |                                                                            |                                                                                           |
| 7,5 km sprint résultats détaillés    | Galina Koukleva (RUS)                                        | Uschi Disl (GER)                                                           | Katrin Apel (GER)                                                                         |
| 15 km individuel résultats détaillés | Ekaterina Dafovska (BUL)                                     | Olena Petrova (RUS)                                                        | Uschi Disl (GER)                                                                          |
| relais 4×7,5 km résultats détaillés  | Allemagne Katrin Apel Petra Behle Uschi Disl Martina Zellner | Russie Albina Akhatova Galina Koukleva Olga Melnik Olga Romasko            | Norvège Gunn Margit Andreassen Annette Sikveland Ann Elen Skjelbreid Liv Grete Skjelbreid |

## Bobsleigh
| Épreuves                         | Or                                                                            | Argent                                                      | Bronze |
| -------------------------------- | ----------------------------------------------------------------------------- | ----------------------------------------------------------- | --- |
| Hommes                           |                                                                               |                                                             | |
| Bob à deux résultats détaillés   | Canada Pierre Lueders David MacEachern Italie Günther Huber Antonio Tartaglia | -                                                           | Allemagne Christoph Langen Markus Zimmermann                                                                                          |
| Bob à quatre résultats détaillés | Allemagne Olaf Hampel Marco Jakobs Christoph Langen Markus Zimmermann         | Suisse Markus Nüssli Marcel Rohner Beat Seitz Markus Wasser | France Éric le Chanony Emmanuel Hostache Bruno Mingeon Max Robert Grande-Bretagne Paul Attwood Sean Olsson Courtney Rumbolt Dean Ward |

## Combiné nordique
| Épreuves                       | Or                                                                         | Argent                                                            | Bronze                                                        |
| ------------------------------ | -------------------------------------------------------------------------- | ----------------------------------------------------------------- | ------------------------------------------------------------- |
| Hommes                         |                                                                            |                                                                   |                                                               |
| Individuel résultats détaillés | Bjarte Engen Vik (NOR)                                                     | Samppa Lajunen (FIN)                                              | Valerij Stoljarov (RUS)                                       |
| Par équipe résultats détaillés | Norvège Kenneth Braaten Fred-Børre Lundberg Halldor Skard Bjarte Engen Vik | Finlande Samppa Lajunen Hannu Manninen Jari Mantila Tapio Nurmela | France Nicolas Bal Sylvain Guillaume Fabrice Guy Ludovic Roux |

## Curling
| Épreuves                             | Or                                                                                  | Argent                                                                             | Bronze                                                                                       |
| ------------------------------------ | ----------------------------------------------------------------------------------- | ---------------------------------------------------------------------------------- | -------------------------------------------------------------------------------------------- |
| Tournoi masculin résultats détaillés | Suisse Dominic Andres Patrick Hürlimann Patrik Lörtscher Daniel Müller Diego Perren | Canada Mike Harris Richard Hart George Karrys Colin Mitchell Paul Savage           | Norvège Anthon Grimsmo Stig-Arne Gunnestad Eigil Ramsfjell Jan Thoresen Tore Torvbraaten     |
| Tournoi féminin résultats détaillés  | Canada Jan Betker Atina Ford Marcia Gudereit Joan McCusker Sandra Schmirler         | Danemark Jane Bidstrup Dorthe Holm Helena Blach Lavrsen Margit Pörtner Trine Qvist | Suède Elisabet Gustafson Margaretha Lindahl Louise Marmont Katarina Nyberg Elisabeth Persson |

## Hockey sur glace
| Épreuves                             | Or | Argent | Bronze |
| ------------------------------------ | --- | --- | --- |
| Tournoi masculin résultats détaillés | République tchèque Josef Beránek Jan Čaloun Roman Čechmánek Jiří Dopita Roman Hamrlík Dominik Hašek Milan Hejduk Milan Hnilička Jaromír Jágr František Kučera Robert Lang David Moravec Pavel Patera Libor Procházka Martin Procházka Robert Reichel Martin Ručinský Vladimír Růžička Jiří Šlégr Richard Šmehlík Jaroslav Špaček Martin Straka Petr Svoboda | Russie Pavel Boure Valeri Boure Oleg Chevtsov Mikhaïl Chtalenkov Sergueï Fiodorov Sergueï Gontchar Alekseï Goussarov Alekseï Iachine Dmitri Iouchkevitch Alekseï Jamnov Alekseï Jitnik Valeri Kamenski Darius Kasparaitis Andreï Kovalenko Igor Kravtchouk Sergueï Krivokrassov Boris Mironov Dmitri Mironov Alekseï Morozov Sergueï Nemtchinov Guerman Titov Andreï Trefilov Valeri Zelepoukine | Finlande Aki-Petteri Berg Tuomas Grönman Raimo Helminen Sami Kapanen Saku Koivu Jari Kurri Janne Laukkanen Jere Lehtinen Juha Lind Jyrki Lumme Jarmo Myllys Mika Nieminen Janne Niinimaa Teppo Numminen Ville Peltonen Kimmo Rintanen Teemu Selänne Ari Sulander Jukka Tammi Esa Tikkanen Kimmo Timonen Antti Törmänen Juha Ylönen |
| Tournoi féminin résultats détaillés  | États-Unis Chris Bailey Laurie Baker Alana Blahoski Lisa Brown-Miller Karyn Bye Colleen Coyne Sara DeCosta-Hayes Tricia Dunn Cammi Granato Katie King Shelley Looney Sue Merz Allison Mleczko Tara Mounsey Vicki Movsessian Angela Ruggiero Jennifer Schmidgall Sarah Tueting Gretchen Ulion Sandra Whyte                                                   | Canada Jennifer Botterill Thérèse Brisson Cassie Campbell Judy Diduck Nancy Drolet Lori Dupuis Danielle Goyette Geraldine Heaney Jayna Hefford Becky Kellar Kathy McCormack Karen Nystrom Lesley Reddon Manon Rhéaume Laura Schuler Fiona Smith France St-Louis Vicky Sunohara Hayley Wickenheiser Stacey Wilson                                                                                 | Finlande Sari Fisk Satu Huotari Kirsi Hänninen Marianne Ihalainen Johanna Ikonen Sari Krooks Emma Laaksonen Sanna Lankosaari Marika Lehtimäki Katja Lehto Riikka Nieminen Marja-Helena Pälvilä Tuula Puputti Karoliina Rantamäki Tiia Reima Katja Riipi Päivi Salo Maria Selin Liisa-Maria Sneck Petra Vaarakallio                 |

## Luge
| Épreuves                   | Or                                    | Argent                               | Bronze                                 |
| -------------------------- | ------------------------------------- | ------------------------------------ | -------------------------------------- |
| Hommes                     |                                       |                                      |                                        |
| Simple résultats détaillés | Georg Hackl (GER)                     | Armin Zöggeler (ITA)                 | Valerij Stoljarov (GER)                |
| Double résultats détaillés | Allemagne Jan Behrendt Steffan Krauße | États-Unis Gordon Sheer Chris Thorpe | États-Unis Mark Grimmette Brian Martin |
| Femmes                     |                                       |                                      |                                        |
| Simple résultats détaillés | Silke Kraushaar (GER)                 | Barbara Niedernhuber (GER)           | Angelika Neuner (AUT)                  |

## Patinage artistique
| Épreuves                       | Or                                        | Argent                                    | Bronze                                  |
| ------------------------------ | ----------------------------------------- | ----------------------------------------- | --------------------------------------- |
| Hommes                         |                                           |                                           |                                         |
| Individuel résultats détaillés | Ilia Kulik (RUS)                          | Elvis Stojko (CAN)                        | Philippe Candeloro (FRA)                |
| Femmes                         |                                           |                                           |                                         |
| Individuel résultats détaillés | Tara Lipinski (USA)                       | Michelle Kwan (USA)                       | Chen Lu (CHN)                           |
| Mixte                          |                                           |                                           |                                         |
| Couples résultats détaillés    | Russie Oksana Kazakova Artur Dmitriev     | Russie Elena Berejnaïa Anton Sikharulidze | Allemagne Mandy Wötzel Ingo Steuer      |
| Danse résultats détaillés      | Russie Oksana Grichtchouk Ievgueni Platov | Russie Anzhelika Krylova Oleg Ovsiannikov | France Marina Anissina Gwendal Peizerat |

## Patinage de vitesse
| Épreuves                     | Or                        | Argent                   | Bronze                    |
| ---------------------------- | ------------------------- | ------------------------ | ------------------------- |
| Hommes                       |                           |                          |                           |
| 500 m résultats détaillés    | Hiroyasu Shimizu (JPN)    | Jeremy Wotherspoon (CAN) | Kevin Overland (CAN)      |
| 1 000 m résultats détaillés  | Ids Postma (NED)          | Jan Bos (NED)            | Hiroyasu Shimizu (JPN)    |
| 1 500 m résultats détaillés  | Ådne Søndrål (NOR)        | Ids Postma (NED)         | Rintje Ritsma (NED)       |
| 5 000 m résultats détaillés  | Gianni Romme (NED)        | Rintje Ritsma (NED)      | Bart Veldkamp (BEL)       |
| 10 000 m résultats détaillés | Gianni Romme (NED)        | Bob de Jong (NED)        | Rintje Ritsma (NED)       |
| Femmes                       |                           |                          |                           |
| 500 m résultats détaillés    | Catriona LeMay Doan (CAN) | Susan Auch (CAN)         | Tomomi Okazaki (JPN)      |
| 1 000 m résultats détaillés  | Marianne Timmer (NED)     | Christine Witty (USA)    | Catriona LeMay Doan (CAN) |
| 1 500 m résultats détaillés  | Anni Friesinger (GER)     | Gunda Niemann (GER)      | Christine Witty (USA)     |
| 3 000 m résultats détaillés  | Gunda Niemann (GER)       | Claudia Pechstein (GER)  | Anni Friesinger (GER)     |
| 5 000 m résultats détaillés  | Claudia Pechstein (GER)   | Gunda Niemann (GER)      | Lyudmila Prokasheva (KAZ) |

## Patinage de vitesse sur piste courte
| Épreuves                            | Or                                                              | Argent                                                           | Bronze                                                                  |
| ----------------------------------- | --------------------------------------------------------------- | ---------------------------------------------------------------- | ----------------------------------------------------------------------- |
| Hommes                              |                                                                 |                                                                  |                                                                         |
| 500 m résultats détaillés           | Takafumi Nishitani (JPN)                                        | An Yulong (CHN)                                                  | Hitoshi Uematsu (JPN)                                                   |
| 1 000 m résultats détaillés         | Kim Dong-Sung (KOR)                                             | Li Jiajun (CHN)                                                  | Éric Bédard (CAN)                                                       |
| relais 4×5000 m résultats détaillés | Canada Éric Bédard Derrick Campbell François Drolet Marc Gagnon | Corée du Sud Chae Ji-Hoon Lee Jun-Hwan Lee Ho-Eung Kim Dong-Sung | Chine Li Jiajun Feng Kai Yuan Ye An Yulong                              |
| Femmes                              |                                                                 |                                                                  |                                                                         |
| 500 m résultats détaillés           | Annie Perreault (CAN)                                           | Yang Yang (S) (CHN)                                              | Chun Lee-kyung (KOR)                                                    |
| 1 000 m résultats détaillés         | Chun Lee-kyung (KOR)                                            | Yang Yang (S) (CHN)                                              | Won Hye-Kyung (KOR)                                                     |
| relais 4×3000 m résultats détaillés | Corée du Sud Chun Lee-kyung Won Hye-Kyung Sang-Mi An Yun-Mi Kim | Chine Yang Yang (A) Yang Yang (S) Wang Chunlu Sun Dandan         | Canada Christine Boudrias Isabelle Charest Annie Perreault Tania Vicent |

## Saut à ski
| Épreuves                           | Or                                                                 | Argent                                                              | Bronze                                                                                |
| ---------------------------------- | ------------------------------------------------------------------ | ------------------------------------------------------------------- | ------------------------------------------------------------------------------------- |
| Hommes                             |                                                                    |                                                                     |                                                                                       |
| Petit tremplin résultats détaillés | Jani Soininen (FIN)                                                | Kazuyoshi Funaki (JPN)                                              | Andreas Widhölzl (AUT)                                                                |
| Grand tremplin résultats détaillés | Kazuyoshi Funaki (JPN)                                             | Jani Soininen (FIN)                                                 | Masahiko Harada (JPN)                                                                 |
| Par équipe résultats détaillés     | Japon Kazuyoshi Funaki Masahiko Harada Takanobu Okabe Hiroya Saito | Allemagne Sven Hannawald Hansjörg Jäkle Martin Schmitt Dieter Thoma | Autriche Martin Höllwarth Stefan Horngacher Reinhard Schwarzenberger Andreas Widhölzl |

## Ski acrobatique
| Épreuves                   | Or                  | Argent                    | Bronze                   |
| -------------------------- | ------------------- | ------------------------- | ------------------------ |
| Hommes                     |                     |                           |                          |
| Bosses résultats détaillés | Jonny Moseley (USA) | Janne Lahtela (FIN)       | Sami Mustonen (FIN)      |
| Saut résultats détaillés   | Eric Bergoust (USA) | Sébastien Foucras (FRA)   | Dmitri Dashchinsky (BLR) |
| Femmes                     |                     |                           |                          |
| Bosses résultats détaillés | Tae Satoya (JPN)    | Tatjana Mittermayer (GER) | Kari Traa (NOR)          |
| Saut résultats détaillés   | Nikki Stone (USA)   | Xu Nannan (CHN)           | Colette Brand (SUI)      |

## Ski alpin
| Épreuves                     | Or                       | Argent                              | Bronze                      |
| ---------------------------- | ------------------------ | ----------------------------------- | --------------------------- |
| Hommes                       |                          |                                     |                             |
| Descente résultats détaillés | Jean-Luc Crétier (FRA)   | Lasse Kjus (NOR)                    | Hannes Trinkl (AUT)         |
| Super-G résultats détaillés  | Hermann Maier (AUT)      | Didier Cuche (SUI) Hans Knauß (AUT) | -                           |
| Géant résultats détaillés    | Hermann Maier (AUT)      | Stephan Eberharter (AUT)            | Michael von Grünigen (SUI)  |
| Slalom résultats détaillés   | Hans Petter Buraas (NOR) | Ole Kristian Furuseth (NOR)         | Thomas Sykora (AUT)         |
| Combiné résultats détaillés  | Mario Reiter (AUT)       | Lasse Kjus (NOR)                    | Christian Mayer (AUT)       |
| Femmes                       |                          |                                     |                             |
| Descente résultats détaillés | Katja Seizinger (GER)    | Pernilla Wiberg (SWE)               | Florence Masnada (FRA)      |
| Super-G résultats détaillés  | Picabo Street (USA)      | Michaela Dorfmeister (AUT)          | Alexandra Meissnitzer (AUT) |
| Géant résultats détaillés    | Deborah Compagnoni (ITA) | Alexandra Meissnitzer (AUT)         | Katja Seizinger (GER)       |
| Slalom résultats détaillés   | Hilde Gerg (GER)         | Deborah Compagnoni (ITA)            | Zali Steggall (AUS)         |
| Combiné résultats détaillés  | Katja Seizinger (GER)    | Martina Ertl (GER)                  | Hilde Gerg (GER)            |

## Ski de fond
| Épreuves                             | Or                                                                | Argent                                                               | Bronze                                                                    |
| ------------------------------------ | ----------------------------------------------------------------- | -------------------------------------------------------------------- | ------------------------------------------------------------------------- |
| Hommes                               |                                                                   |                                                                      |                                                                           |
| 10 km classique résultats détaillés  | Bjørn Dæhlie (NOR)                                                | Markus Gandler (AUT)                                                 | Mika Myllylä (FIN)                                                        |
| Poursuite 25 km résultats détaillés  | Thomas Alsgaard (NOR)                                             | Bjørn Dæhlie (NOR)                                                   | Vladimir Smirnov (KAZ)                                                    |
| 30 km libre résultats détaillés      | Mika Myllylä (FIN)                                                | Erling Jevne (NOR)                                                   | Silvio Fauner (ITA)                                                       |
| 50 km classique résultats détaillés  | Bjørn Dæhlie (NOR)                                                | Niklas Jonsson (SWE)                                                 | Christian Hoffmann (AUT)                                                  |
| Relais 4 × 10 km résultats détaillés | Norvège Thomas Alsgaard Bjørn Dæhlie Erling Jevne Sture Sivertsen | Italie Marco Albarello Silvio Fauner Fabio Maj Fulvio Valbusa        | Finlande Jari Isometsä Harri Kirvesniemi Mika Myllylä Sami Repo           |
| Femmes                               |                                                                   |                                                                      |                                                                           |
| 5 km classique résultats détaillés   | Larisa Lazutina (RUS)                                             | Kateřina Neumannová (CZE)                                            | Bente Skari (NOR)                                                         |
| Poursuite 15 km résultats détaillés  | Larisa Lazutina (RUS)                                             | Olga Danilova (RUS)                                                  | Kateřina Neumannová (CZE)                                                 |
| 30 km libre résultats détaillés      | Julija Tchepalova (RUS)                                           | Stefania Belmondo (ITA)                                              | Larisa Lazutina (RUS)                                                     |
| 10 km classique résultats détaillés  | Olga Danilova (RUS)                                               | Larisa Lazutina (RUS)                                                | Anita Moen-Guidon (NOR)                                                   |
| Relais 4 × 5 km résultats détaillés  | Russie Olga Danilova Nina Gavrilyuk Larisa Lazutina Elena Välbe   | Norvège Marit Mikkelsplass Anita Moen-Guidon Elin Nilsen Bente Skari | Italie Stefania Belmondo Manuela Di Centa Karin Moroder Gabriella Paruzzi |

## Snowboard
| Épreuves                         | Or                    | Argent                    | Bronze                     |
| -------------------------------- | --------------------- | ------------------------- | -------------------------- |
| Hommes                           |                       |                           |                            |
| Half-pipe résultats détaillés    | Gian Simmen (SUI)     | Daniel Franck (NOR)       | Ross Powers (USA)          |
| Slalom géant résultats détaillés | Ross Rebagliati (CAN) | Thomas Prugger (ITA)      | Ueli Kestenholz (SUI)      |
| Femmes                           |                       |                           |                            |
| Half-pipe résultats détaillés    | Nicola Thost (GER)    | Stine Brun Kjeldaas (NOR) | Shannon Dunn-Downing (USA) |
| Slalom géant résultats détaillés | Karine Ruby (FRA)     | Heidi Maria Renoth (GER)  | Brigitte Köck (AUT)        |

## Athlètes les plus médaillés
| Rang | Athlète                | Sport                                | Médaille d'or, Jeux olympiques | Médaille d'argent, Jeux olympiques | Médaille de bronze, Jeux olympiques | Total |
| ---- | ---------------------- | ------------------------------------ | ------------------------------ | ---------------------------------- | ----------------------------------- | ----- |
| 1    | Larisa Lazutina (RUS)  | Ski de fond                          | 3                              | 1                                  | 1                                   | 5     |
| 2    | Bjørn Dæhlie (NOR)     | Ski de fond                          | 3                              | 1                                  | 0                                   | 4     |
| 3    | Olga Danilova (RUS)    | Ski de fond                          | 2                              | 1                                  | 0                                   | 3     |
| 3    | Kazuyoshi Funaki (JPN) | Saut à ski                           | 2                              | 1                                  | 0                                   | 3     |
| 5    | Chun Lee-kyung (KOR)   | Patinage de vitesse sur piste courte | 2                              | 0                                  | 1                                   | 3     |
| 5    | Katja Seizinger (GER)  | Ski alpin                            | 2                              | 0                                  | 1                                   | 3     |
| 7    | Thomas Alsgaard (NOR)  | Ski de fond                          | 2                              | 0                                  | 0                                   | 2     |
| 7    | Bjarte Engen Vik (NOR) | Combiné nordique                     | 2                              | 0                                  | 0                                   | 2     |
| 7    | Gianni Romme (NED)     | Patinage de vitesse                  | 2                              | 0                                  | 0                                   | 2     |
| 7    | Marianne Timmer (NED)  | Patinage de vitesse                  | 2                              | 0                                  | 0                                   | 2     |
| 7    | Hermann Maier (AUT)    | Ski alpin                            | 2                              | 0                                  | 0                                   | 2     |